# Lecythis pisonis
El carguero u olleto (Lecythis pisonis) en un árbol de la familia Lecythidaceae, que se encuentra en la Amazonia.

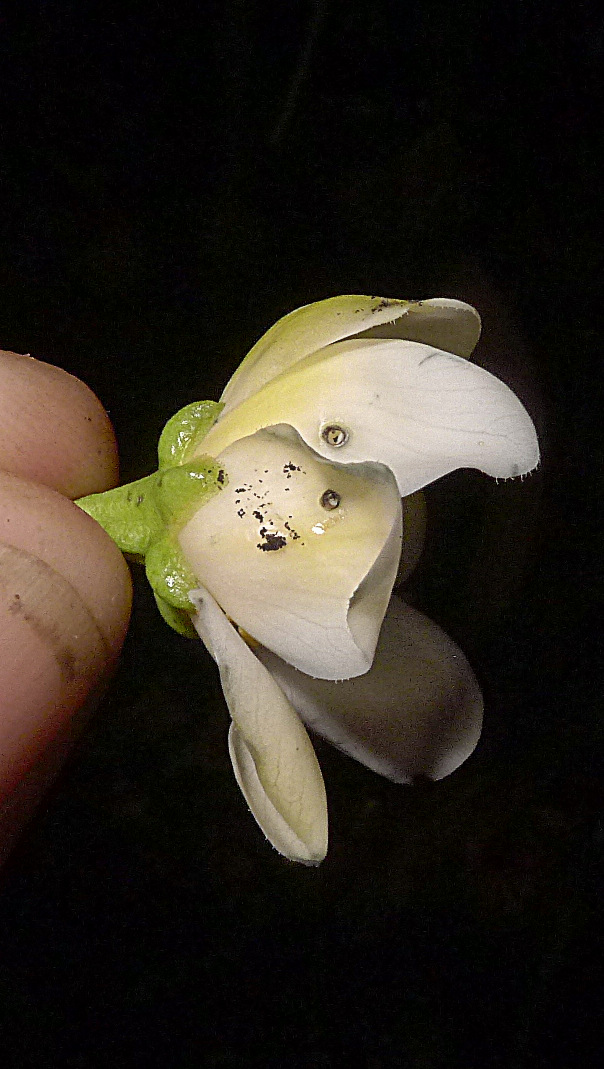
Flor

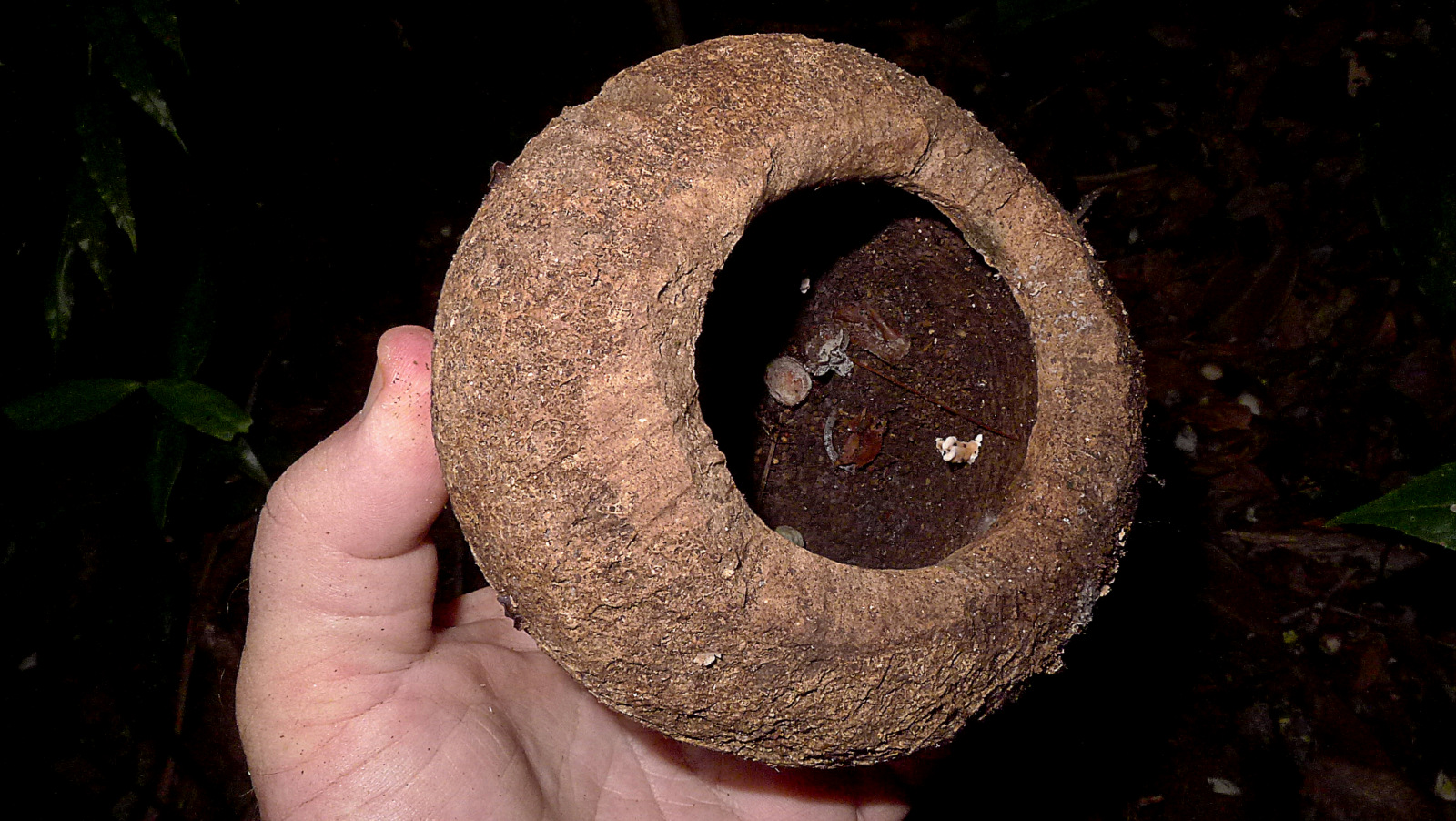
Fruto

## Descripción
Alcanza 20 m de altura. Hojas simples, alternas con margen entero y ápice caudado, de hasta 14,5 cm de largo por 6,5 cm de ancho. Fruto en piscidio globoso de color marrón, que contiene tres semillas.

## Usos
A la corteza se le atribuyen propiedades medicinales. Con ella se prepara una infusión fría para aliviar el dolor de estómago y la diarrea. También se exprime sobre las heridas para cicatrizarlas.
Actualmente los frutos son empleados como ceniceros y saleros en la amazonia colombiana (Sánchez et al.1999), también se reporta el uso de las semillas como alimento en el oriente del Amazonas en Brasil (Herrero et al 2009).

## Taxonomía
Lecythis pisonis fue descrito por Jacques Cambessèdes y publicado en Flora Brasiliae Meridionalis (quarto ed.) 2(20): 377. 1829[1833].
Sinonimia
| - Couroupita crenulata Miers - Couroupita lentula Miers - Lecythis amapaensis Ledoux - Lecythis amazonum Mart. ex O.Berg - Lecythis densa Miers - Lecythis hoppiana R.Knuth - Lecythis marcgraaviana Miers - Lecythis ollaria Spruce - Lecythis ollaria Vell. - Lecythis paraënsis Huber ex Ducke - Lecythis pilaris Miers - Lecythis pisonis subsp. usitata S.A.Mori & Prance - Lecythis setifera Miers - Lecythis sphaeroides Miers - Lecythis urnigera Mart. - Lecythis usitata Miers - Lecythis usitata var. paraensis R.Knuth - Lecythis usitata var. tenuifolia R.Knuth - Lecythis velloziana Miers - Pachylecythis egleri Ledoux |